# Verlichtingssterkte
De verlichtingssterkte, verlichtingsdichtheid of illuminantie (Engels: illuminance, Duits: Beleuchtungsstärke) is de op een oppervlak invallende lichtstroom per oppervlakte-eenheid. De SI-eenheid is lux of lumen per vierkante meter (lm/m2).
De verlichtingssterkte E bedraagt:
{\displaystyle E={\frac {\partial \Phi }{{\partial }A}}}
waarin:
- Φ = invallende lichtstroom
- A = ontvangend oppervlak

De verlichtingssterkte op een stukje oppervlak is de integraal over alle richtingen van de luminantie van alle lichtbronnen die op dat stukje oppervlak schijnen, vermenigvuldigd met de cosinus van de hoek tussen de richting waaruit het licht komt en de richting loodrecht op het oppervlak.

## Voorbeelden
- De zonneschijf heeft 's middags een luminantie van 1,6 Gcd/m²; de ruimtehoek is 68 μsr; de verlichtingssterkte op een vel papier dat loodrecht op de richting naar de zon gehouden wordt is dan 110 klx.
- Licht komt in gelijke mate van alle kanten voor zover relevant voor het beschijnen van één kant van een vel papier (een halve bol van richtingen); de verlichtingssterkte in lux is dan π maal de luminantie in cd/m² (de integraal van de cosinus over de 2π steradialen is π).

## Wegwijzer lichtgrootheden en -eenheden
| naam en symbool                                                                                        | definitie | eenheid                                           | omrekening |
| --- | --- | ------------------------------------------------- | --- |
| Lichtsterkte {\displaystyle I_{\mathrm {v} }}                                                          | {\displaystyle I={\frac {\partial \Phi }{\partial \Omega }}} | candela {\displaystyle \mathrm {cd} }             | {\displaystyle \mathrm {1\ cd=1\ {\frac {lm}{sr}}} }                                                                 |
| Lichtstroom {\displaystyle \Phi _{\mathrm {v} }}                                                       | {\displaystyle \Phi _{\mathrm {v} }=K_{\mathrm {m} }\int _{380\ \mathrm {nm} }^{780\ \mathrm {nm} }{\frac {\partial \Phi _{\mathrm {e} }(\lambda )}{\partial \lambda }}\cdot V(\lambda )\ \mathrm {d} \lambda } | lumen {\displaystyle \mathrm {lm} }               | {\displaystyle \mathrm {1\ lm=1\ sr\cdot cd} }                                                                       |
| Specifieke lichtstroom of lichtrendement {\displaystyle \eta } of {\displaystyle \Phi _{\mathrm {s} }} | {\displaystyle \eta ={\frac {\Phi }{P}}} | {\displaystyle \mathrm {lm/W} }                   | |
| Verlichtingssterkte: {\displaystyle E}                                                                 | {\displaystyle E={\frac {\partial \Phi }{\partial A}}} | lux {\displaystyle \mathrm {lx} }                 | {\displaystyle \mathrm {1\ lx=1\ {\frac {lm}{m^{2}}}=1\ {\frac {sr\cdot cd}{m^{2}}}} }                               |
| Luminantie {\displaystyle L}                                                                           | {\displaystyle L={\frac {\partial ^{2}\Phi }{\partial \Omega \cdot \partial A_{1}\cdot \cos \varepsilon _{1}}}}                                                                                                 | {\displaystyle \mathrm {\frac {cd}{m^{2}}} }      | {\displaystyle \mathrm {1\ {\frac {cd}{m^{2}}}} =\mathrm {1\ {\frac {lm}{sr\cdot m^{2}}}} }                          |
| Lichtenergie {\displaystyle Q_{\mathrm {v} }}                                                          | {\displaystyle Q_{\mathrm {v} }=\int _{0}^{T}\Phi _{\mathrm {v} }(t)\mathrm {d} t} | lumenseconde {\displaystyle \mathrm {lm\cdot s} } | |
| Ruimtehoek {\displaystyle \Omega }                                                                     | {\displaystyle \Omega ={\frac {A}{r^{2}}}} | steradiaal {\displaystyle \mathrm {sr} }          | {\displaystyle \mathrm {1\ sr=1\ {\frac {m^{2}}{m^{2}}}={\frac {\left[oppervlak\right]}{\left[straal\right]^{2}}}} } |